# 陵墓

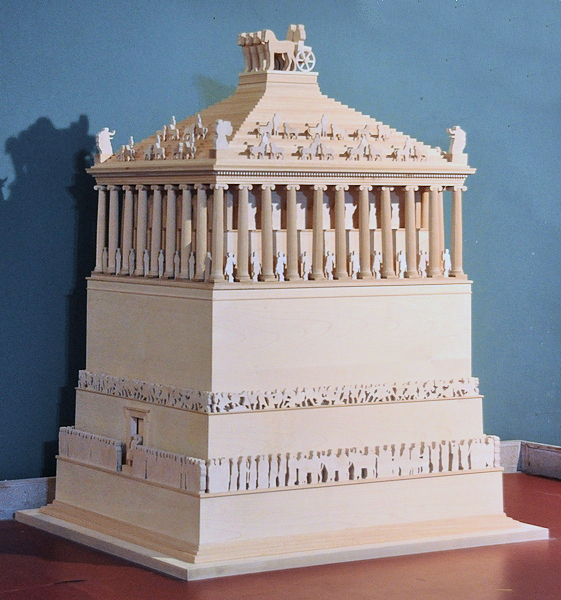
摩索拉斯王陵墓的復原模型

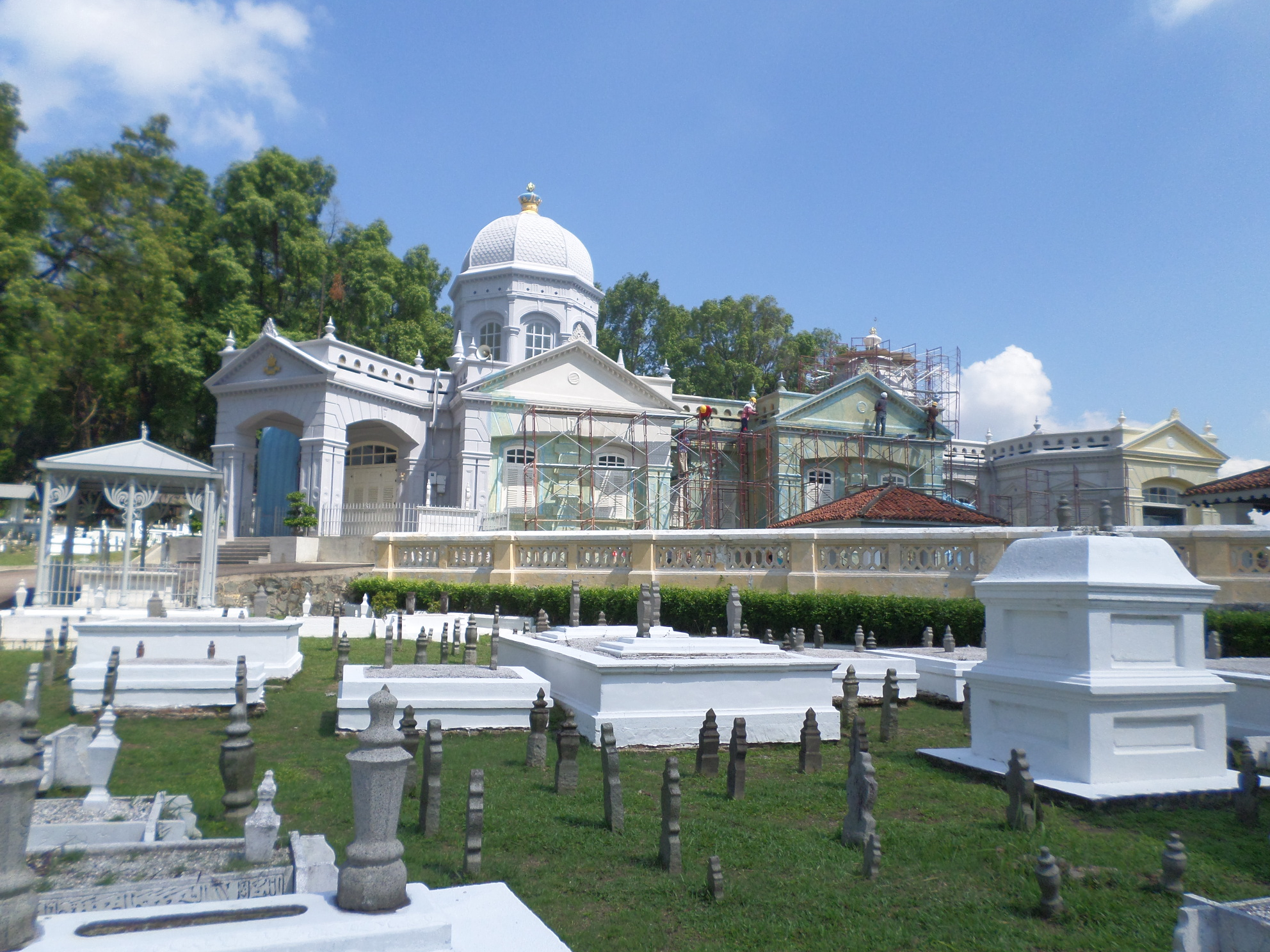
柔佛皇陵的陵墓建築

陵墓，或稱陵園，古代“陵”，专指皇帝的墳墓，今日含义扩大，“陵墓”可以指王公貴族、國家領袖、民族英雄、偉人，或現代著名人物的墓地建築。古今各地富有領袖皆深諳如何運用藝術來落實自己對不朽的追求，如古波斯帝國卡里亞總督摩索拉斯的陵墓即堆置眾多古希臘藝術家雕塑作品，以致於「摩索拉斯」一詞演變為「偉大的墳墓陵寢」之意，在後世成為陵墓（英語：Mausoleum）的代名詞。古中國墓葬自周以後始出現「封土」，地位愈高則封土愈大。以帝王而言，因其墓葬封土大如山陵，故稱為「陵」；陵內建有供亡者靈魂起居的寢殿、陵外建有供亡者後裔祭祀的祭殿，稱為「寢」，故亦合稱為「陵寢」。古代安葬（入土為安方為安葬，不入土存放在地上者為厝）名稱分別，帝為陵、聖人為林、王侯將相為塚、士大夫為墓、平民百姓為墳。皇帝的坟墓通称“皇陵”或“帝陵”，国王的陵墓通称“王陵”，详见帝王陵墓。
陵墓一般規模宏大，建築華美。

## 著名陵墓

### 大中華地區陵墓
- 秦始皇陵
- 西漢帝陵（五陵）
- 邙山陵墓群
  - 首陽陵（魏高陵於安陽、高平陵於汝陽）
  - 西晉皇陵
  - 北魏皇陵
- 洛南東漢帝陵（漢惠陵於成都）
- 隋泰陵、隋炀帝墓
- 唐十八陵
- 宋陵、宋六陵與宋少帝陵
- 遼陵、西夏王陵
- 北京金代皇陵
- 起輦谷、成吉思汗陵
- 明清皇家陵寢
- 藏王墓、達賴喇嘛靈塔殿
- 袁林、元帥林
- 中山陵、中正紀念堂（非墓葬）、慈湖陵寢、大溪陵寢、辭修公園（前墓葬）
- 毛主席紀念堂、華陵
- 建國先賢紀念園（非墓葬）

### 外国陵墓
- 金字塔、帝王谷、纳克歇-洛斯塔姆
- 胡馬雍陵、阿克巴大帝陵、泰姬陵
- 高句麗古墓群暨王陵、新羅王陵（朝鲜语：신라왕릉）、高麗王陵（朝鲜语：고려왕릉）、朝鮮王陵
- 天皇陵（日语：天皇陵）、平相國廟（日语：能福寺）、中尊寺金色堂、白旗神社（日语：白旗神社）、等持院與相国寺、豐國廟、德川家靈廟、瑞鳳殿、玉陵
- 菩提寺 (日本)
- 順化皇陵
- 金邊銀塔（英语：Silver Pagoda, Phnom Penh）、古杰寺
- 貢榜王陵（英语：Konbaung tombs）
- 地下聖堂
- 聖彼得大教堂（教皇陵墓）
- 歐洲君主陵墓列表（英语：Burial sites of European monarchs and consorts）
  - 天使長主教座堂、彼得保羅主教座堂
  - 聖使徒教堂
  - 西敏寺、聖喬治禮拜堂、浮若閣摩爾
  - 榮軍院、聖但尼聖殿
  - 奧古斯都陵墓、聖天使城堡、萬神殿
  - 柏林大教堂、波茨坦和平教堂、夏洛滕堡宮陵墓（德语：Mausoleum im Schlosspark Charlottenburg）
  - 維也納皇家陵墓
  - 埃斯科里亞爾修道院
  - 羅斯基勒主教座堂
  - 乌普萨拉主教座堂、骑士岛教堂
  - 布拉干薩王朝皇家先賢祠（英语：Pantheon of the House of Braganza）
- 列寧墓、錦繡山太陽宮、胡志明紀念堂
- 聖伊菲热尼亚公墓、加拉加斯革命博物館（西班牙语：Cuartel de la Montaña (Caracas)）
- 季米特洛夫墓、維特科夫國家紀念碑（英语：National Monument at Vítkov）、卡羅爾公園（英语：Carol Park）、南斯拉夫歷史博物館（狄托紀念中心）、蘇赫巴托爾墓
- 阿戈什蒂紐·內圖紀念館（葡萄牙語：Memorial Dr. António Agostinho Neto）
- 地拉那金字塔（非墓葬）、阿爾巴尼亞國家烈士陵園
- 烈士谷
- 獨立紀念柱、革命紀念塔
- 布宜諾斯艾利斯都主教座堂
- 拉巴斯和平聖母大教堂（英语：Cathedral Basilica of Our Lady of Peace, La Paz）
- 委內瑞拉國家先賢祠
- 智利祖國祭壇（西班牙语：Altar de la Patria (Chile)）
- 國家英雄聖殿
- 阿蒂加斯陵寢（西班牙语：Mausoleo de José Gervasio Artigas）
- 多明尼加祖國祭壇
- 巴西獨立紀念碑、儒塞利諾·庫比契克紀念館（英语：JK Memorial）
- 里瓦达维亚陵寢
- 英雄萬神殿（西班牙语：Panteón de los Próceres）
- 海地國家先賢紀念館（西班牙语：Museo del panteón nacional haitiano）
- 凱末爾紀念館、真納陵墓
- 布托家族陵墓（英语：Bhutto family mausoleum）
- 謝赫·穆吉布·拉赫曼陵墓（英语：Mausoleum of Sheikh Mujibur Rahman）
- 齊亞·拉赫曼陵墓（英语：Mausoleum of Ziaur Rahman）
- 尼亞佐夫陵寢、卡里莫夫陵寢（俄语：Мечеть Хазрет-Хызр）
- 布爾吉巴陵墓（法语：Mausolée de Bourguiba）
- 尼雷爾紀念中心（英语：Mwalimu Nyerere Museum Centre）
- 夸梅·恩克魯瑪紀念館（英语：Kwame Nkrumah Mausoleum）
- 艾哈邁德·塞古·杜爾陵寢（英语：Grand Mosque of Conakry）
- 喬莫·肯亞塔陵寢
- 海斯廷斯·卡穆祖·班達紀念陵寢
- 亞穆蘇克羅總統府（法语：Palais présidentiel de Yamoussoukro）教堂地下墓室（烏弗埃-博瓦尼陵寢）
- 納辛貝·埃亞德馬陵寢
- 萊昂·姆巴紀念館、哈吉·奧馬爾·邦戈陵寢
- 基特加愛國主義最高領袖陵寢
- 使館公園總統陵園（英语：Embassy Park Presidential Burial）
- 約瑟夫·卡薩武布陵寢
- 洛朗-德西雷·卡比拉陵寢
- 皮埃爾·薩沃尼昂·德·布拉薩陵寢
- 富爾貝·尤盧陵墓、恩古瓦比紀念堂
- 于貝爾·馬加陵寢、馬蒂厄·克雷庫總統陵寢
- 阿米爾卡·卡布拉爾陵寢
- 亞西爾·阿拉法特陵寢
- 萨德·扎格卢勒陵墓（英语：Mausoleum of Saad Zaghloul）
- 賈邁勒·阿卜杜勒·納瑟清真寺（英语：Gamal Abdel Nasser Mosque）、埃及無名烈士紀念碑（英语：Unknown Soldier Memorial (Egypt)）
- 馬拿瓜中央公園（西班牙语：Parque Central (Managua)）
- 福布斯·伯納姆陵寢（英语：Guyana Botanical Gardens）
- 莫三比克英雄廣場（德语：Praça dos Heróis Moçambicanos）
- 茲溫巴穆加貝家族農莊
- 辛巴威國家英雄公墓（英语：National Heroes Acre (Zimbabwe)）
- 納米比亞國家英雄公墓（英语：Heroes' Acre (Namibia)）
- 榮譽谷
- 金九紀念館暨孝昌陵園（朝鲜语：효창공원）
- 黎剎紀念碑、阿奎納多紀念館（英语：Aguinaldo Shrine）、奎松陵墓（英语：Quezon Memorial Shrine）
- 馬可仕總統紀念館（英语：Ferdinand E. Marcos Presidential Center）、蘇哈托家族陵寢（英语：Astana Giribangun）
- 蘇加諾墓（英语：Grave of Sukarno）
- 谷巴轄皇陵（英语：Kubah Makam Di Raja）
- 奥德公共墓地
- 謝赫扎耶德大清真寺
- 阿迪斯阿貝巴聖三一大教堂
- 穆罕默德五世陵墓
- 禮薩·沙阿陵墓（英语：Mausoleum of Reza Shah）
- 霍梅尼陵、阿薩德家族陵寢
- 先知清真寺、伊玛目阿里清真寺、麻札
- 先贤祠、國立公墓（英语：List of national cemeteries）、大墓地
- 美國正副總統墓地列表（英语：List of burial places of presidents and vice presidents of the United States）
- 美國總統紀念建築（英语：Presidential memorials in the United States）（部份非墓葬）
  - 林肯陵墓（英语：Lincoln Tomb）
  - 格兰特将军国家纪念堂

## 延伸阅读
[在维基数据编辑]
 《欽定古今圖書集成·方輿彙編·坤輿典·陵寢部》，出自陈梦雷《古今圖書集成》